# Szwedzki Uniwersytet Rolniczy
Szwedzki Uniwersytet Rolniczy  (szw. Sveriges lantbruksuniversitet) – szwedzka publiczna szkoła wyższa z główną siedzibą w Uppsali.
Uczelnia została założona w 1977, ale nawiązuje do tradycji wcześniejszych szkół. Najstarszą z nich była Szkoła Weterynaryjna założona w 1775 w Skarze przez Petera Hernqvista. W 1977 przeprowadzono fuzję szkoły weterynaryjnej w Skarze, szkoły leśnictwa w Skinnskattebergu. Władze szkoły znajdują się w Uppsali, poszczególne wydziały mieszczą się w Alnarp, Umeå, Skarze i Skinnskattebergu. 
W skład uczelni wchodzą następujące jednostki organizacyjne:
- Kampus Uppsala
  - Wydział Zasobów Naturalnych i Rolnictwa
  - Wydział Medycyny Weterynaryjnej
- Kampus Alnarp
  - Wydział Architektury Krajobrazu, Ogrodnictwa i Uprawy Roślin
- Kampus Umeå
  - Wydział Leśnictwa
- Kampus Skara
  - Wydział Medycyny Weterynaryjnej
- Skinnskatteberg
  - Szkoła Zarządzania Lasami